# Автокран

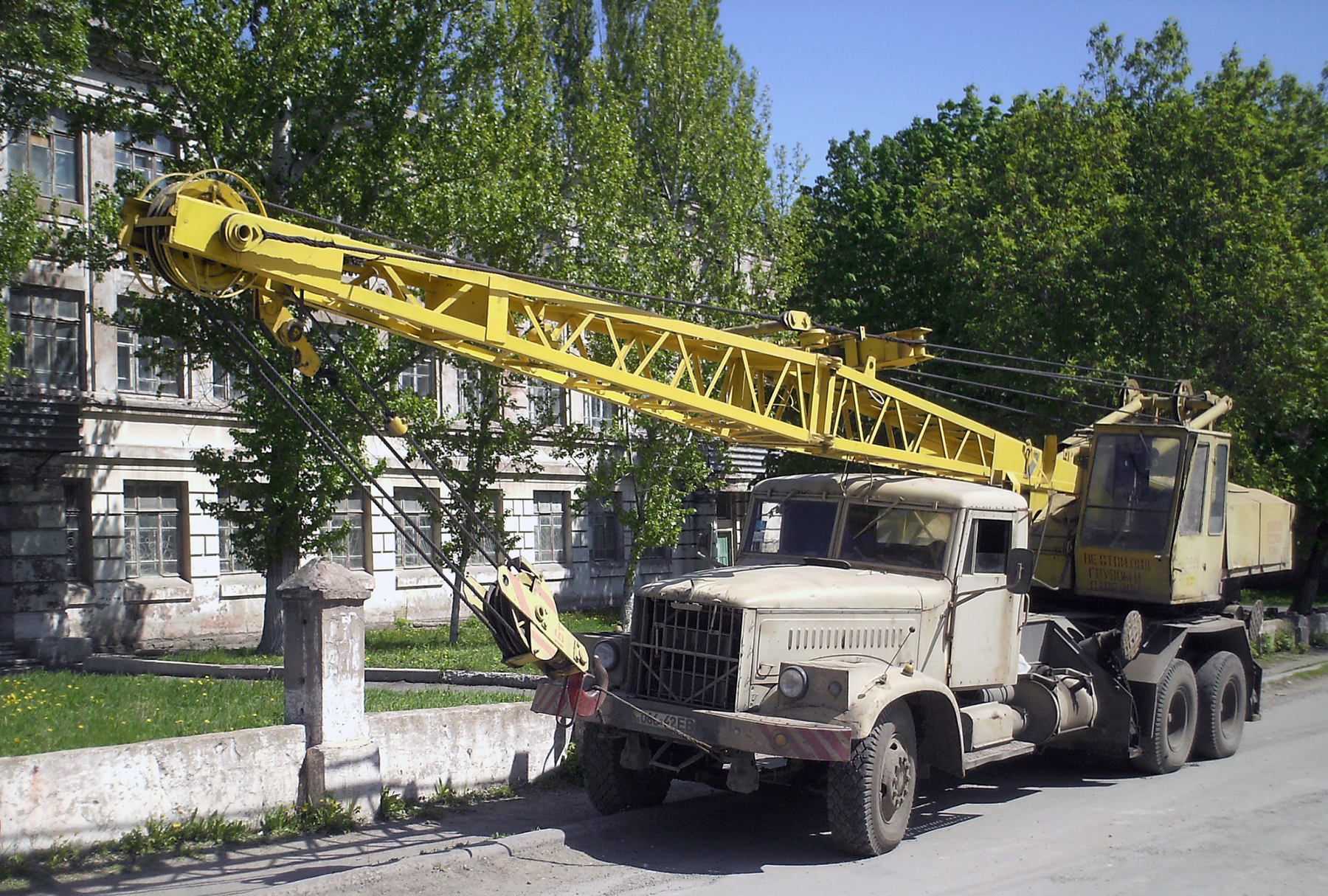
Радянський автокран КС-4561А з ґратчастою стрілою на шасі КрАЗ-257

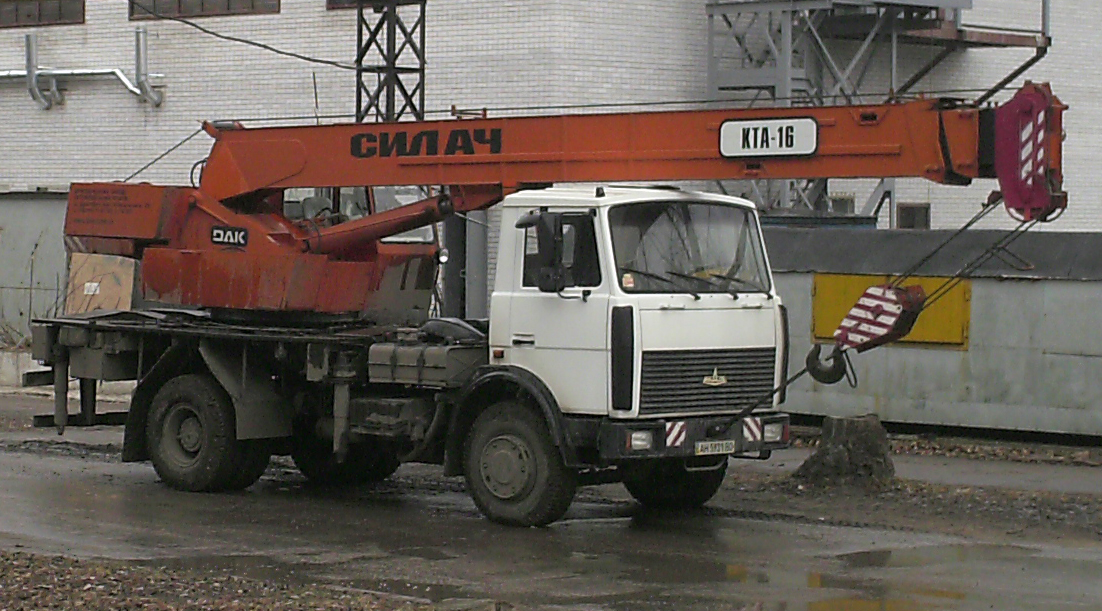
Автокран Дрогобицького заводу КТА-16 з 3-секційною телескопічною стрілою. Крановий механізм фірми Liebherr, шасі МАЗ-5337

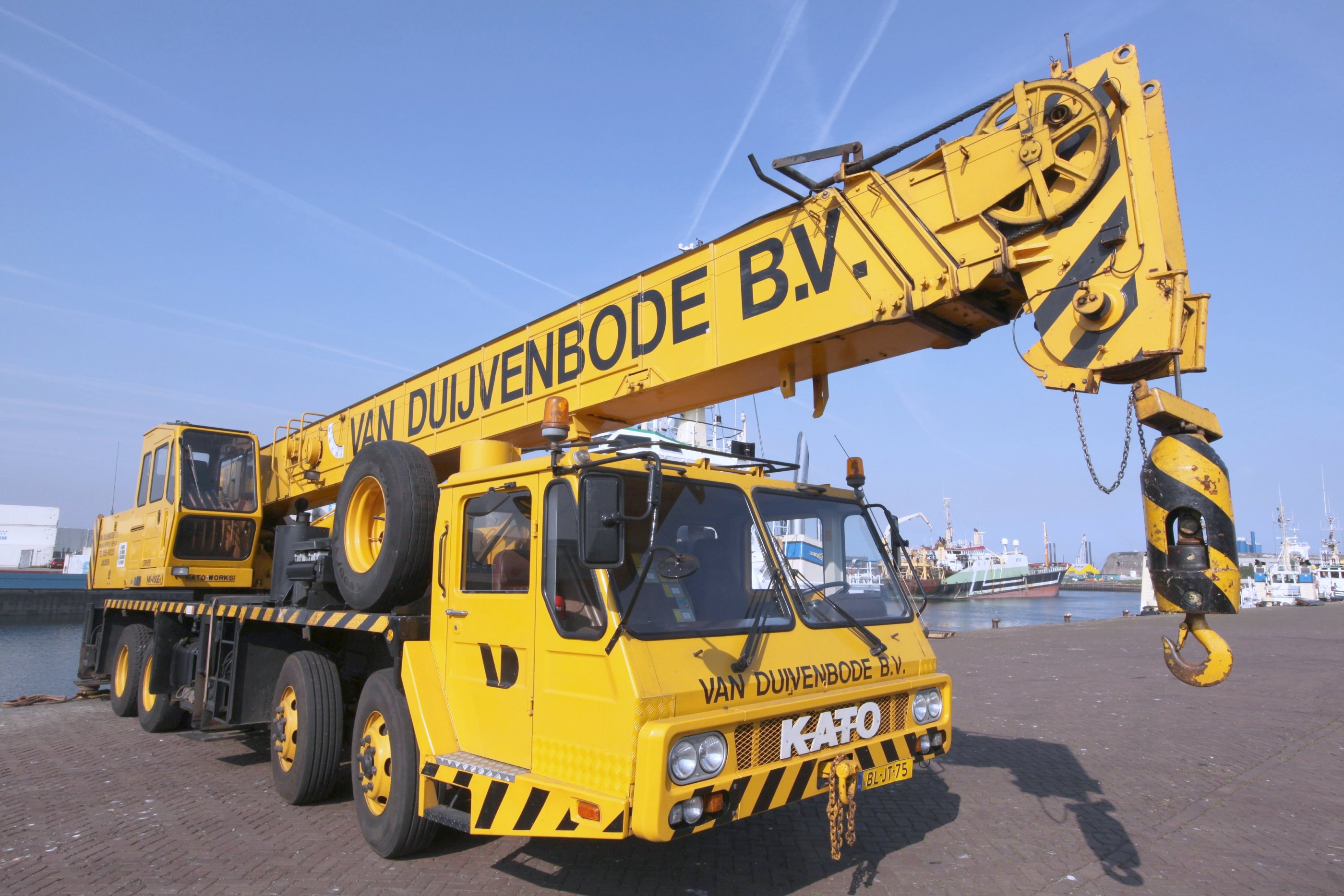
Крани японської фірми Kato були в Україні першими імпортними телескопічними автокранами закордонного виробництва часу пізнього СРСР

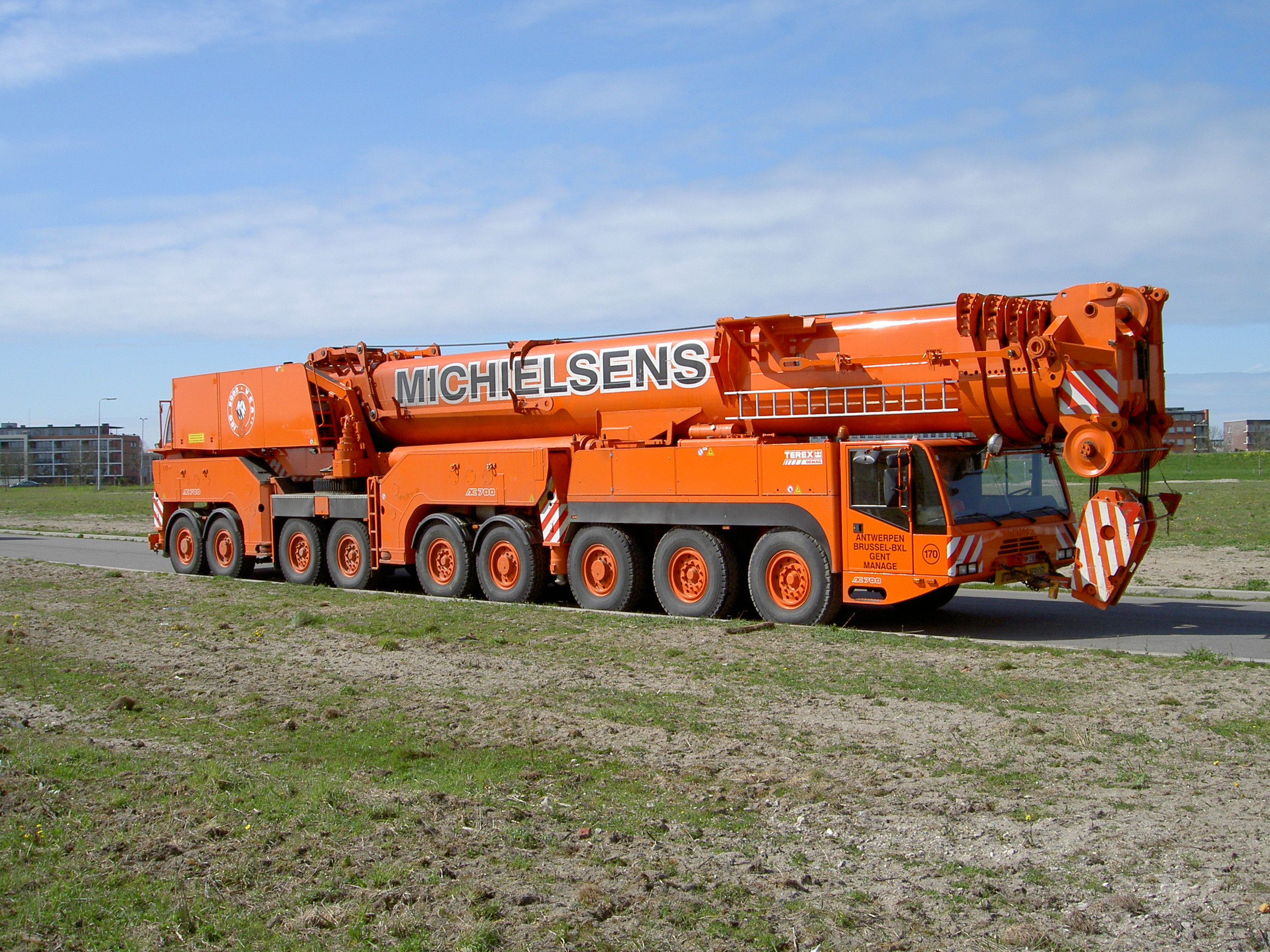
700-тонний автоокран німецької фірми Terex-Demag з телескопічною стрілою

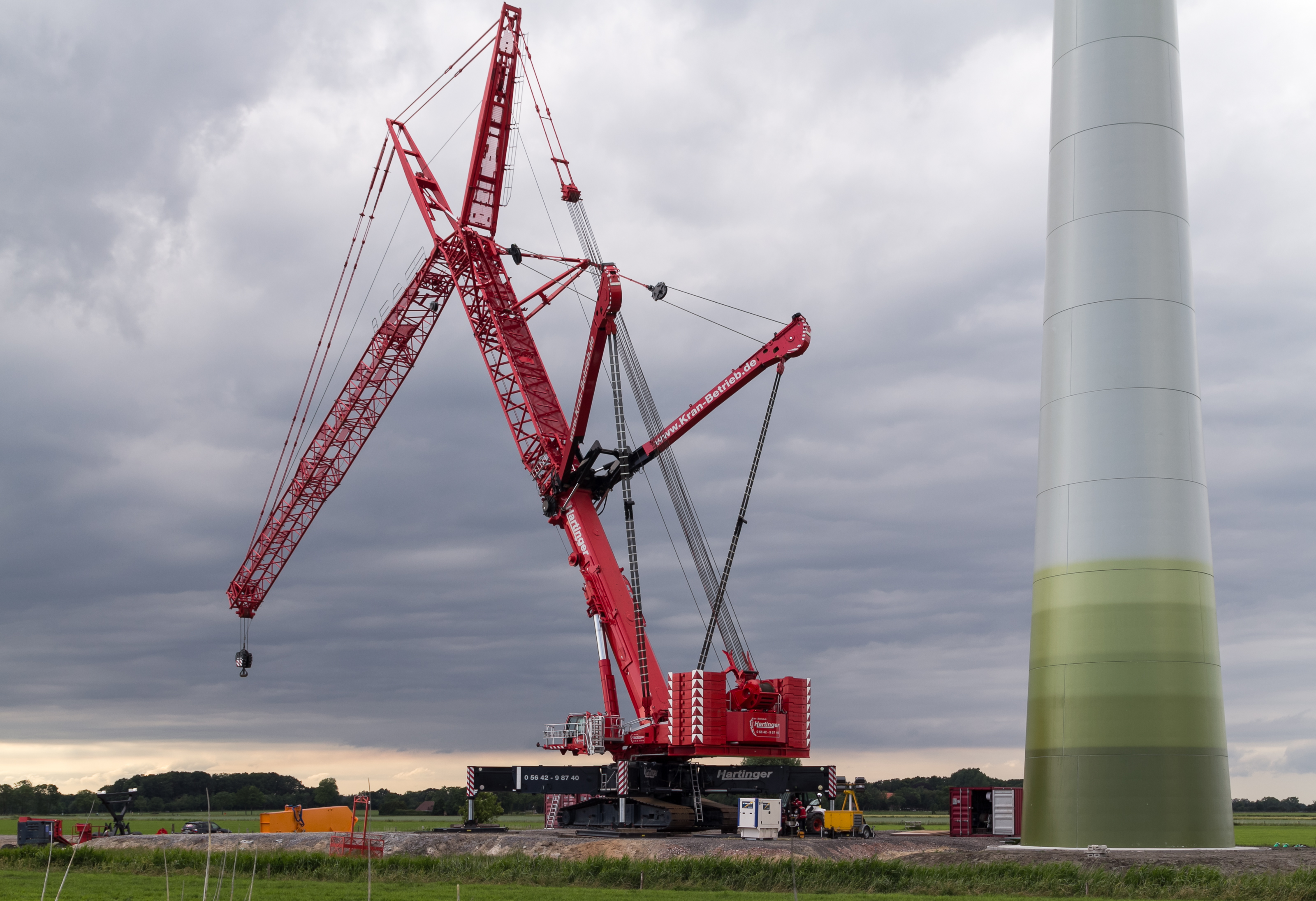
Гусеничний кран швейцарсько-німецького виробника Liebherr вантажопідйомністю 1200 т

Автокра́н (англ. truck crane, нім. Kranwagen m, Autokran  m) — самохідний піднімальний кран на автомобільному (колісному або гусеничному) шасі. Для забезпечення сталості, зміни кута нахилу установки (зокрема, вирівнювання відносно поверхні землі) і розвантаження осей під час вантажних робіт автокрани обладнуються виносними опорами — аутригерами.

## Типи автокранів
за типом шасі
- колісні
- гусеничні

за типом стріли
- з ґратчастою стрілою;
- з телескопічною стрілою;
- комбіновані

## Найбільші у світі автокрани
- Liebherr LTM 11200- 9-вісне шасі, телескопічна стріла 100 м, вантажопідйомність до 1200 т.
- Liebherr LG 1750 — 8-вісне шасі, мачтова стріла до 200 м, вантажопідйомність до 750 т.
- Liebherr LTM 1500 — 8-вісне шасі, телескопічна стріла до 91 м, вантажопідйомність до 500 т.
- Gottwald AMK 1000 — 10-вісне шасі, телескоп.стріла 93 (+51) м, вантажопідйомність до 1000 т.
- Gottwald AK 850/1100 — 10-вісне шасі, мачтова стріла до 183 м, вантажопідйомність до 1100 т.
- Terex-Demag AC 700 — 9-вісне шасі, телескопічна стріла 60 м, вантажопідйомність до 700 т[1].
- Terex-Demag AC 1000 — 9-вісне шасі, телескопічна стріла до 100 м / мачтова 163 м, вантажопідйомність до 1200 т[2].

## Виноски
1. ↑  Повні технічні дані Demag AC 700 (PDF). Архів оригіналу (PDF) за 28 липня 2012. Процитовано 21 жовтня 2012. [Архівовано 2012-07-28 у Wayback Machine.]
2. ↑  Повні технічні дані Terex-Demag AC 1000[недоступне посилання з червня 2019]